# 塩屋俊
塩屋 俊（しおや とし、1956年8月5日 - 2013年6月5日）は、日本の俳優・映画監督。

## 人物
大分県大野郡野津町（現・臼杵市）出身。本名 塩屋 智章（しおや のりあき）。
息子は俳優の塩屋准。
慶應義塾大学文学部教育学科卒業。大学在学中、「モデル・プロダクション」（東京学生英語劇連盟）に参加し奈良橋陽子に師事する。元々演出家志望だったが、1977年に英語ミュージカル『ヘアー』で主役を演じ、その後芸能界へ進出。ネイバーフッド・プレイハウスのメソッド演技のレッスンを受け、以後国内外を問わず、テレビ、映画作品等への出演を重ねる。
1994年、「塩屋俊アクターズクリニック」を設立（現「アクターズクリニック」）。自身の俳優業と並行して主宰として後進の育成に力を注いでいた。アクターズクリニックでは相武紗季、桐谷健太、向井理、夏菜等多くの俳優を指導していた。
2013年6月5日、公演先の宮城県仙台市の東北電力ホールの楽屋で倒れ、仙台市内の病院へ救急搬送されたものの、同日午後2時56分、急性大動脈解離のために死去。56歳没。急逝した公演には「アクターズクリニック」の教え子の鈴木亮平や趣里が出演しており、塩屋は鈴木の才能を見出だし、何れは売れる俳優になると確信していた。趣里についても 「お前は大丈夫、芝居をやったほうがいい」とずっと言い続けて励ましていたという。死後、同年8月2日に交流のあった小堺一機等が発起人になり「塩屋俊を偲ぶ会」が開かれ、俳優の陣内孝則、大和田伸也、中村雅俊、宮地真緒、藤田朋子ら450名の関係者が集まった。2014年3月に臼杵市市民栄誉賞が贈られた。
死去後、個人事務所の「ウィル・ドゥ」は破産し消滅したが、「アクターズクリニック」は後進の手に引き継がれて続いている。

## 出演

### テレビドラマ
- 体験時代（1979年、TX）
- 離婚ともだち（1980年、TBS）
- ポーラテレビ小説 元気です!（1980年 - 1981年、TBS）：長浜嘉平 役
- 探偵同盟（1981年、CX）：伍代主水（ボンド） 役
- きりぎりす（1981年、KTV）
- 火曜サスペンス劇場 たそがれに標的を撃て（1982年、NTV）
- あまく危険な香り（1982年、TBS）
- 火曜サスペンス劇場　ある青春の挽歌（1982年、NTV）
- ドラマ人間模様 街～若者たちは、今～（1982年、NHK）
- 月曜ワイド劇場 悪女の手記 硫酸を浴びせた女の悲しい愛　(1982年、ANB)
- 太陽にほえろ! 第525話「石塚刑事殉職」（1982年、NTV）：小峰真二 役
- 御宿かわせみ（真野響子版）第2シリーズ（1982年、NHK）：徳松 役
- 銀河テレビ小説（NHK）
  - 青春前後不覚（1983年）
  - 男が家を出るとき（1985年）：北口信之 役
- 連続テレビ小説（NHK）
  - おしん（1983年 - 1984年）：八代希望 役
  - まんてん（2002年 - 2003年）：楢山
- 土曜ワイド劇場（ANB）
  - 火の坂道（1983年）
  - 牟田刑事官事件ファイル6（1987年）
  - 罠の二重誘拐（2002年）：荻島健児
  - ドクVSデカ〜心療内科医＆殺人課刑事の捜査ファイル〜（2002年･2004年）：西村警部
  - ラーメン刑事「龍」の殺人推理4（2003年）：高橋聡
  - フリー女子アナの殺人リポート（2004年）：沢木隆之
  - 牟田刑事官VS終着駅の牛尾刑事そして事件記者冴子4 マリッジ（2004年）：正岡秀和
- 夕空はれて（1984年、CBC）
- 美貌なれ昭和（1985年、ANB）
- 大河ドラマ（NHK）
  - いのち（1986年）：荒井壮太 役
  - 徳川慶喜（1998年）：山内容堂 役
- 嫁と呼ばないで（1986年、CBC）
- 必殺仕事人V・風雲竜虎編 第3話（1987年、ANB）：駒吉 役
- 娘たちよ（1987年、CBC）
- 長七郎江戸日記 第2シリーズ「父子草、浮世の浪」（1988年9月、NTV･ユニオン映画）：直吉 役
- 1・2・3と4・5・ロク（1988年 - 1989年、KTV）：後藤刑事 役
- 新1・2・3と4・5・ロク（1989年 - 1990年、KTV）
- 八百八町夢日記 第1シリーズ「次郎吉花火」（1990年、NTV/ユニオン映画）
- 結婚の理想と現実（1991年、CX）：小川正 役
- 親愛なる者へ（1992年、CX）：後藤利弘 役
- 腕におぼえあり 第2シリーズ（1992年、NHK）：村瀬主計 役
- 紅い稲妻 人見絹枝（1992年、TBS）：今井兼次 役
- ドラマ30・危険な再会（1993年4月 - 5月、CBC）
- さすらい刑事旅情編VI 第6話（1993年、ANB）
- 人間ドキュメント 服部良一物語（1994年1月、フジテレビ）
- 魅せられて（1994年、THK）：黒田正彦 役
- 付き馬屋おえん事件帳 第3シリーズ 第10話「仇討取り立てます」（1995年、TX･松竹）：遠山弥七郎 役
- 銀河テレビ小説（NHK）
  - 妻の恋（1995年）：和泉基夫 役
- 新宿鮫2 屍蘭（1996年、NHK BS2）
- 浅見光彦シリーズ3 唐津佐用姫伝説殺人事件（1996年、CX）：広山忠緒 役
- ふぞろいの林檎たちIV（1997年、TBS）
- 火曜サスペンス劇場「身辺警護」（1998年、NTV）
- 隠密奉行朝比奈 第5話（1998年、CX）：小笠原忠信 役
- ドラマ愛の詩 ズッコケ三人組（1999年、NHK）：山中真之助 役
- ドラマ愛の詩 ズッコケ三人組2（1999年、NHK）：山中真之助
- レガッタ〜国際金融戦争（1999年、NHK）
- 女探偵 朝岡彩子（1999年11月13日、テレビ朝日･東映）
- アナザヘヴン〜eclipse〜（2000年、ANB）：池上
- 金曜ナイトドラマ YASHA-夜叉-（2000年、ANB）：相原次官
- 世にも奇妙な物語 SMAPの特別編「僕は旅をする」（2001年、CX）：担当官
- 金曜エンタテイメント 昼下がり社宅奥様捜査隊 人事異動の犠牲者!?（2001年、CX）：中田英郎
- ドラマ愛の詩 ズッコケ三人組3（2001年、NHK）：山中真之助
- 最悪（2001年、BS-i）：太田
- 茂七の事件簿 ふしぎ草紙 最終話（2001年、NHK）：義信
- 世にも奇妙な物語 秋の特別編「奇跡の女」（2001年、CX）：大上医師
- 焼け跡のホームランボール（2002年、NHK BS-9）：警官
- 浅見光彦シリーズ15 金沢殺人事件（2003年、CX）：永瀬義治
- 月曜ミステリー劇場 山村美紗サスペンス 京都名旅館美人女将の事件簿 京舞妓殺人事件（2003年、TBS）：杉森慶規
- 金曜エンタテイメント 山村美紗サスペンス 京都女優シリーズ6 大奥殺人事件（2003年、CX）： 芦原志郎
- こちら森中探偵堂（2006年、TBS）：須藤伸治

### 映画
- アンボンで何が裁かれたか（1990年）：田中中尉
- ミスター・ベースボール（1992年）：西村洋次
- さまよえる脳髄（1993年）：追分
- 四十七人の刺客（1994年）：神崎与五郎
- 愛の新世界（1994年）：店長
- KAMIKAZE TAXI（1995年）：臨死体験講座講師
- トラブルシューター（1995年）：瀬戸岳人
- 大統領のクリスマスツリー（1996年）：ケン星野
- 釣りバカ日誌9（1997年）：外村総務部長
- バウンス ko GALS（1997年）：芳賀高光
- 釣りバカ日誌10（1998年）：総務課長
- 'hood'/フッド（1998年）：尾崎
- いちげんさん（2000年）：助教授
- アナザヘヴン（2000年）：池上検死医
- 宣戦布告（2002年）：沢口誠一
- 星砂の島、私の島（2004年）：地区長･金城
- スクールウォーズ・HERO（2004年）
- HEY JAPANESE! Do you believe PEACE,LOVE and UNDERSTANDING? 2008 2008年、イマドキジャパニーズよ。愛と平和と理解を信じるかい?（2008年）：キョウコの父親 ※製作総指揮も担当

### 吹き替え
- フルメタル・ジャケット - エヴァンズ〈アーリス・ハワード〉

### バラエティー番組
- ごちそうさま（日本テレビ）
- クイズ!地球まるかじり（テレビ東京）：レポーター

### CM
- キャベジンコーワ

### ラジオ
- 映画のこころ（2006年 - 2007年、FM COCOLO）

## 監督作品
- 6週間 プライヴェートモーメント（2001年）
- ビートキッズ（2005年）
- 0からの風（2007年）
- きみに届く声（2008年）
- ふたたび swing me again（2010年）
- 種まく旅人〜みのりの茶〜（2012年）